# Nuits de Broadway
Pour plus de détails, voir Fiche technique et Distribution.
Nuits de Broadway (Broadway Through a Keyhole) est un film musical américain Pré-Code réalisé par Lowell Sherman, sorti en 1933.
Dans ce film, Texas Guinan, propriétaire d'un bar clandestin à New York, apparaît dans une version fictive d'elle-même. Le film présente également les premières apparitions de Lucille Ball, Ann Sothern et Susan Fleming qui ne sont pas créditées. Il est basé sur une histoire originale du célèbre chroniqueur de Broadway, Walter Winchell.

## Synopsis
Le racketteur Frank Rocci est épris de Joan Whelan, une danseuse de la célèbre boîte de nuit de Broadway dirigée par Texas Guinan. Il utilise son influence pour l'aider à obtenir un rôle principal dans le show, dans l'intention d'obtenir ses faveurs. Joan finit par accepter la demande en mariage de Frank, plus par gratitude que par amour. La situation devient encore plus délicate lorsqu'elle tombe amoureuse d'un beau musicien lors d'un voyage en Floride. Peut-elle dire à Frank qu'elle est amoureuse de quelqu'un d'autre ?

## Fiche technique
- Titre : Nuits de Broadway
- Titre original : Broadway Through a Keyhole
- Réalisation : Lowell Sherman
- Scénario : C. Graham Baker et Gene Towne, d'après une histoire de Walter Winchell
- Costumes : Gwen Wakeling
- Photographie : Peverell Marley et Barney McGill
- Montage : Maurice Wright
- Musique : Alfred Newman
- Production : William Goetz, Raymond Griffith, Darryl F. Zanuck pour la 20th Century Pictures
- Distribution : United Artists
- Pays de production : États-Unis
- Langue : anglais
- Format : Noir et blanc - Mono - 1.37 : 1 - 35 mm
- Genre :
- Durée : 90 minutes
- Dates de sortie : 
  - États-Unis : 2 novembre 1933
  - France : 27 juin 1934

## Distribution
- Constance Cummings : Joan Whelan
- Russ Columbo : Clark Brian
- Paul Kelly : Frank Rocci
- Blossom Seeley : Sybil Smith
- Gregory Ratoff : Max Mefoofski
- Texas Guinan : Tex Kaley
- Abe Lyman : Abe Lyman, chef d'orchestre
- Hugh O'Connell : Chuck Haskins
- Hobart Cavanaugh : Peanuts Dinwiddie
- Frances Williams : Frances Williams
- Eddie Foy Jr. : lui-même
- Dewey Barto : lui-même, membre de Barto and Mann
- George Mann : lui-même, membre de Barto and Mann
- C. Henry Gordon : Tim Crowley
- William Burress : Thomas Barnum
- Helen Jerome Eddy : Mrs. Esther Whelan

Acteurs non crédités (liste partielle)
- Lucille Ball : une fille à la plage
- Susan Fleming : une chanteuse du chœur
- Carl M. Leviness
- Tom London : un équipier de Rocci
- George Magrill
- Sam McDaniel
- Edmund Mortimer
- Dennis O'Keefe
- Ann Sothern : une danseuse